# نهر أوفا
نهر أوفا Ufa River هو نهر في منطقة جبال الأورال في جمهورية باشكورتوستان في روسيا الاتحادية. وهو رافد أيمن لنهر بيلايا. يبلغ طوله 918 كم. وتبلغ مساحة حوضه 53100 كم مربع.